# اپل III
اپل III (به انگلیسی: Apple III) یا اپل سه، یک رایانهٔ شخصی با کاربرد تجاری ساخت شرکت اپل است که جانشین اپل II محسوب می‌شد، اما چندان موفق نبود. گسترش اپل III در سال ۱۹۷۸ تحت نظارت دکتر وندل ساندر آغاز شد. اپل III در سال ۱۹۸۰ به قیمت ۷٬۸۰۰ دلار به بازار عرضه شد. ساخت این دستگاه، که دارای سیستم‌عامل Apple SOS، پردازندهٔ ۲ مگاهرتز و حافظهٔ ۱۲۸ کیلوبایت (قابل افزایش تا ۵۱۲ کیلوبایت) بود، تا سال ۱۹۸۴ ادامه یافت.